# 程序 (1919年)
程序（1919年5月12日—1998年9月3日），原名陈振芳，男，福建福清人，曾任中共福建省委书记兼组织部部长，福建省人大常委会主任。
民国8年（1919年）5月12日，陈振芳出生于福清海口镇斗垣村。民国20年，在龙田融美中学就读。民国23年7月， 陈振芳加入中国共产主义青年团。8月， 任共青团福清中心县委书记。12月转为中共党员， 并增补为中共福清中心县委委员。 民国27年9月，任中共闽江工委委员、 组织部长。民国28年秋，程序被选为中国共产党第七次全国代表大会” 代表。民国29年，在延安先后进入马列学院、中央党校学习，参加延安整风运动和大生产运动。民国34年，参加东北三年解放战争， 先后任沈阳蒲河总区区长，沈铁抚联合县县委副书记、书记，沈阳市工委民运部长。沈阳解放后，历任中共沈阳市农委书记、组织部长、财政贸易部长、市委常委，中共辽宁省委委员、工业部部长，省科委主任兼科学院辽宁分院院长、党委第一书记，中共中央东北局科委副主任。
1976年后，任本溪市委第一书记、革委会主任，抚顺市委书记，兼军分区第一政委。
1981年，调任中共福建省委书记兼组织部长。
1983年，任省委工贸领导组组长。
1985年7月，任福建省第六、七届人大委会主任。离任后，历任福建关心下一代工作委员会主任、福建老年大学校长等多个社会职务。
1998年9月3日，因心脏病突发去世。